# Jon Garate Badiola
Pour les articles homonymes, voir Garate.
Garate  Badiola est un nom espagnol. Le premier nom de famille, en général paternel, est Garate ; le second, en général maternel, souvent omis, est Badiola.
Jon Garate Badiola, né le 2 janvier 1986 à Azkoitia (Guipuscoa), est un coureur cycliste espagnol.

## Biographie
De 2006 à 2008, Jon Garate court dans l'équipe Caja Rural. Il rejoint ensuite le club basque Bidelan-Kirolgi en 2009. Bon grimpeur, il s'impose sur le championnat du Guipuscoa,.
En 2011, il se distingue en réalisant sa meilleure saison chez les amateurs. Il devient champion du Pays basque en ligne à Bergara, et réalise de nombreuses places d'honneur dans le calendrier amateur régional ou en Coupe d'Espagne. En mai, il est sélectionné par José Luis de Santos pour participer au Tour des Asturies, sous les couleurs d'une sélection nationale espagnole.

## Palmarès
- 2009
  - Champion du Guipuscoa sur route
  - 2e du San Juan Sari Nagusia
  - 3e de la Klasika Lemoiz
- 2010
  - 3e du Tour de La Corogne
  - 3e du Gran Premio San Antolín
- 2011
  - Champion du Pays basque sur route (Pentekostes Saria)
  - 2e du Mémorial Cirilo Zunzarren
  - 2e du Mémorial Rodríguez Inguanzo
  - 2e du San Gregorio Saria
  - 2e de la San Martín Proba
  - 2e de la Klasika Lemoiz
  - 3e du San Juan Sari Nagusia